# جوانه بهاری

جوانه بهاری رنگی است که پیش از اینکه رنگ‌های وب سبز بهاری در X11 در سال ۱۹۸۷ فرموله شود، زمانی که رنگ‌های X11 برای نخستین بار منتشر شد، سبز بهاری نامیده می‌شد. این رنگ اکنون جوانه بهاری نامیده می‌شود تا با رنگ وب اشتباه گرفته نشود.
به این رنگ سبز ملایم بهاری، سبز بهاری (سنتی) یا سبز بهاری (M&P) نیز می‌گویند.
نخستین استفاده ثبت‌شده از سبز بهاری به عنوان نام رنگ در انگلیسی (به معنای رنگی است که اکنون جوانه بهاری نامیده می‌شود) در سال ۱۷۶۶ بود.